# Manganese
Il manganese è un metallo, è l'elemento chimico nella tavola periodica che ha simbolo Mn e numero atomico 25. È il primo elemento del gruppo 7 del sistema periodico, facente parte del blocco d.
È un metallo di transizione lucente, di color grigio-argenteo, simile a quello del ferro, rispetto al quale è però molto più duro e fragile, somigliando in questo al cromo.

## Caratteristiche principali

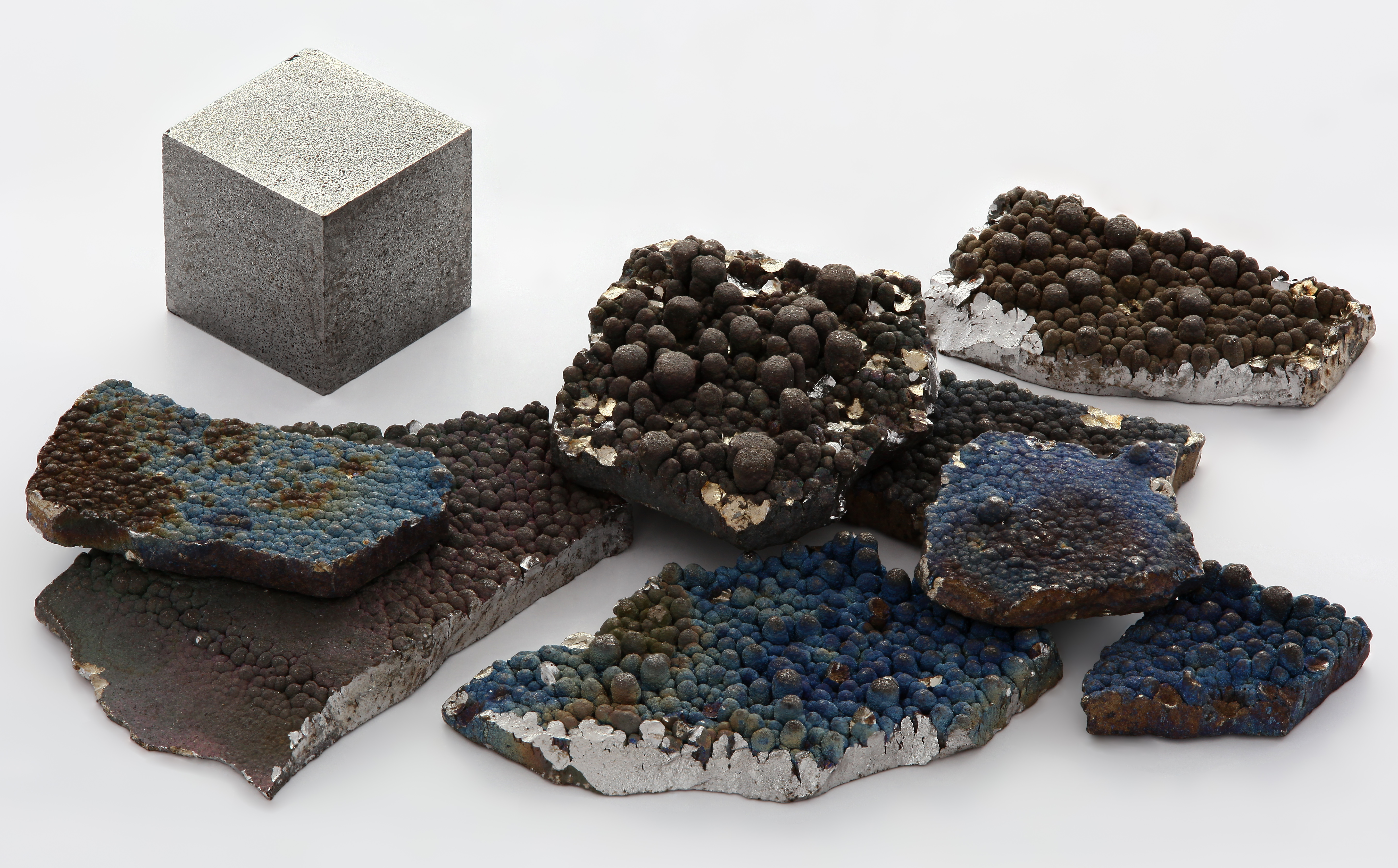
Alcuni frammenti di manganese puro (99,99 %), raffinato per elettrolisi.

Il manganese metallico, a differenza di Fe, Co, e Ni che lo seguono non è ferromagnetico, ma lo diventa dopo un trattamento specifico.
Gli stati di ossidazione più comuni del manganese sono +2, +3, +4, +6 e +7, sebbene sia stato osservato in tutti gli stati di ossidazione da -3 a +7. Lo ione Mn2+ compete spesso con quello Mg2+ nei sistemi biologici; i composti del manganese in cui il manganese ha stato di ossidazione +7 sono dei potenti ossidanti.

## Applicazioni

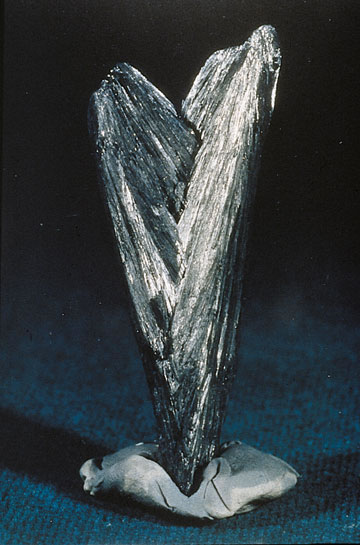
Manganite, un ossido di manganese

Il manganese è essenziale per la produzione di ferro e acciaio in virtù delle sue proprietà desolforanti, deossigenanti e leganti. 
- La produzione dell'acciaio e altri materiali ferrosi assorbe attualmente dall'85% al 90% della produzione mondiale di manganese: fra le altre cose, il manganese è un componente chiave per gli acciai inossidabili a basso costo e per alcune leghe di alluminio di largo impiego.
- Il biossido di manganese MnO2, che si trova in natura come pirolusite (il principale minerale di manganese), è impiegato come fonte di manganese nella produzione di acciai, come catalizzatore e come catodo nei primi tipi di pile e batterie a secco.[4]
- L'ossido di manganese(III) Mn2O3 (sesquiossido di manganese) è l'unico tra i sesquiossidi dei metalli di transizione a non adottare la struttura cristallina del corindone.[5] È un pigmento marrone che si usa per vernici. Insieme a ossidi di ferro e altri ossidi di manganese si trova in alcune terre naturali (ad esempio nella terra di Siena e nella terra di Siena bruciata).[6]
- L'ossido di manganese MnO, di colore verde, è un componente in fertilizzanti e un catalizzatore usato nella produzione di alcool allilico.[7]
- Il permanganato di potassio è un potente ossidante molto usato in chimica, e in medicina come disinfettante.
- Il manganese si usa anche per decolorare il vetro, per togliere la tinta verdastra conferitagli dalle impurità di ferro: in concentrazioni molto alte dona al vetro un colore violetto.

Il manganese non ha sostituti adatti per le sue applicazioni principali.
In chimica organica è anche utilizzato come catalizzatore in reazioni come l'epossidazione di Jacobsen.
- Piatti e lastre in manganese vengono utilizzati durante la costruzione o riparazione di un tipo di impianti di sabbiatura detto granigliatrice, che sono dotate di motori elettrici collegati a speciali turbine che sparano graniglia metallica ad alta velocità, sabbiando un pezzo. Il manganese è più resistente del ferro durante il processo di sabbiatura. Risulta essenziale per la longevità dell'impianto, in quanto si usano degli "scudi" sul raggio d'azione delle turbine per proteggere Il corpo macchina in ferro.

## Storia
I minerali di manganese sono stati usati fin dalla preistoria: pigmenti a base di biossido di manganese (MnO2, pirolusite) sono stati ritrovati in pitture rupestri di 17 000 anni fa. Gli Egizi e i Romani usavano composti di manganese nella fabbricazione del vetro, per decolorarlo dal verde dovuto al ferro (FeII), che veniva ossidato da MnO2, o dal MnIII in esso comunque contenuto, a FeIII giallo molto pallido, oppure, in dose maggiore, per colorarlo di viola.
Si ritiene che il minerale di ferro che usavano gli Spartani per fabbricare le loro armi conteneva una certa quantità di manganese, che si concentrava durante la fusione creando una lega ferro-manganese che conferiva alle armi spartane la loro leggendaria durezza.
Nel XVII secolo il chimico tedesco Johann Rudolph Glauber produsse per primo il permanganato, un utile reagente chimico, sebbene alcuni pensino che sia in realtà stato scoperto da Ignatius Kaim nel 1770. Entro la metà del XVIII secolo il diossido di manganese era già usato per la produzione del cloro; il chimico svedese Scheele capì per primo che il manganese era un elemento chimico, che venne isolato in forma pura dal suo collega Johan Gottlieb Gahn nel 1774 riducendo il diossido con carbone. Agli inizi del XIX secolo iniziarono ad essere riconosciuti i brevetti in chimica, e gli scienziati cominciarono a sperimentare l'effetto del manganese nella composizione dell'acciaio. Nel 1816 venne rilevato che l'aggiunta di manganese al ferro rendeva quest'ultimo più duro senza diminuirne la resilienza.

## Ruolo biologico
Il manganese è un oligonutriente per tutte le forme di vita.
Molte classi di enzimi contengono uno o più atomi di manganese come cofattori: le ossidoriduttasi, le transferasi, le idrolasi, le liasi, le isomerasi, le ligasi, le lectine e le integrine. I polipeptidi più famosi che contengono manganese sono l'arginasi, la superossido dismutasi e la tossina della difterite.

## Abbondanza

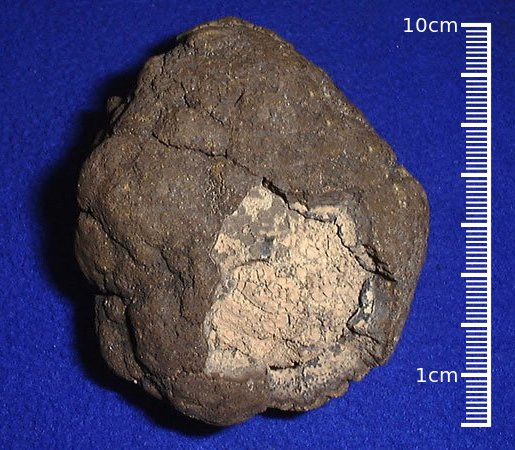
Minerale di manganese

Giacimenti di manganese sono frequenti sulla crosta terrestre, ma distribuiti irregolarmente; quelli negli Stati Uniti d'America sono piuttosto poveri e l'estrazione è molto costosa. L'Ucraina e il Sudafrica insieme possiedono più dell'80% di tutti i giacimenti di manganese sulla terra: altri produttori di manganese sono la Cina, il Burkina Faso, il Ghana, il Messico e l'Australia.
Grandi quantità di manganese sono presenti sul fondale degli oceani sotto forma di noduli di manganese; negli anni '60 e '70 sono stati studiati alcuni modi per raccogliere manganese dal fondale oceanico, ma senza successo. Le ricerche in materia sono state abbandonate alla fine degli anni '70.

## Produzione mondiale
| I maggiori produttori di manganese nel 2019 | I maggiori produttori di manganese nel 2019 | I maggiori produttori di manganese nel 2019 |
| Posizione                                   | Paese                                       | Produzione (milioni di tonnellate)          |
| ------------------------------------------- | ------------------------------------------- | ------------------------------------------- |
| 1                                           | Sudafrica                                   | 5,80                                        |
| 2                                           | Australia                                   | 3,18                                        |
| 3                                           | Gabon                                       | 2,51                                        |
| 4                                           | Brasile                                     | 1,74                                        |
| 5                                           | Ghana                                       | 1,55                                        |
| 6                                           | Cina                                        | 1,33                                        |
| 7                                           | India                                       | 0,80                                        |
| 8                                           | Ucraina                                     | 0,50                                        |
| 9                                           | Costa d'Avorio                              | 0,48                                        |
| 10                                          | Birmania                                    | 0,43                                        |

## Composti importanti
Il permanganato di potassio è un reagente usato comunemente in laboratorio come ossidante e in medicina e veterinaria per uso esterno, per esempio nel trattamento di alcune malattie dei pesci.
Il diossido di manganese è usato nei tipi più vecchi di pile a secco, per decolorare il vetro contaminato da tracce di ferro o per colorarlo di viola; lo stesso composto è responsabile del colore viola dell'ametista. Lo stesso composto è usato nella fabbricazione industriale di cloro e ossigeno e per vernici.

## Isotopi
In natura il manganese è composto di un solo isotopo stabile, 55Mn. Sono stati sintetizzati 18 diversi radioisotopi di manganese: i più stabili sono il 53Mn con emivita di 3,7 milioni di anni, il 54Mn con 312,3 giorni e il 52Mn con 5,591 giorni. Tutti gli altri sono molto radioattivi con emivite di meno di tre ore, e spesso di meno di un minuto. Il manganese ha anche tre stati metastabili.
Il manganese fa parte del gruppo del ferro, che si pensa venga sintetizzato nelle stelle giganti poco prima delle esplosioni di supernova. Il manganese-53 decade in 53Cr; vista la sua relativamente breve emivita, il radionuclide naturale 53Mn è estinto sulla terra. Gli isotopi di manganese sono normalmente mescolati con isotopi di cromo e hanno applicazioni in geologia: il rapporto isotopico Mn-Cr conferma le prove fornite dal rapporto 26Al e 107Pd per quanto riguarda la primissima storia del sistema solare. Le variazioni nei rapporti 53Cr/52Cr e Mn/Cr in molti meteoriti suggeriscono che il sistema isotopico Mn-Cr derivi dal decadimento in-situ del 53Mn nei corpi planetari differenziati. Quindi il 53Mn fornisce prove ulteriori sui processi nucleosintetici immediatamente successivi alla condensazione del sistema solare.
Gli isotopi di manganese variano in numero di massa da 46 (46Mn) a 65 (65Mn). Il modo di decadimento principale prima dell'isotopo stabile (55Mn), è la cattura elettronica e il modo principale dopo di esso è il decadimento beta.

## Precauzioni
Il manganese puro è tossico. Esposizione a polveri/fumi di manganese non dovrebbero oltrepassare rispettivamente il valore massimo di 5 mg/m³/1 mg/m³ OSHA PEL (Permissible Exposure Limit) 8-Hr TWA (Time-Weighted Average), a causa della loro tossicità.
Soluzioni acide di permanganato ossidano qualunque materiale organico con cui vengono a contatto: questa reazione genera calore sufficiente a incendiare alcune sostanze organiche.

## Tossicità
Un'intossicazione cronica sull'arco di più anni da mangano (manganismo) è caratterizzata dai sintomi tipici del parkinsonismo, ovvero aumento del tono muscolare, tremore, instabilità posturale, ipoamimia. Si tratta a tutti gli effetti di una forma della sindrome di Parkinson secondaria. Per questo il manganese è elencato nella lista delle sostanze pericolose stilata dall'OSHA.